# سینما شهر قصه (فیلم)
سینما شهر قصه فیلمی به نویسندگی و کارگردانی مشترک کیوان علی‌محمدی و علی‌اکبر حیدری و تهیه‌کنندگی کیوان علی‌محمدی و محمدرضا مصباح محصول سال ۱۳۹۷ است.
این فیلم در بخش سودای سیمرغ سی و هشتمین دوره جشنواره فیلم فجر حضور داشت.

## بازیگران
- حامد کمیلی
- آناهیتا درگاهی
- بابک کریمی
- فرخ نعمتی
- سیاوش مفیدی
- رؤیا میرعلمی
- فریبا جدی‌کار
- هدیه تهرانی
- جمشید مشایخی
- حمیدرضا پگاه
- علی اوجی

## خلاصه داستان
داوود: سینما اونجوری نیست که شما فکر می‌کنید.

## نقد و نظرات
- هوشنگ گلمکانی: سینما شهر قصه یکی از متفاوت‌ترین فیلم‌های جشنواره امسال است. فیلم یک نگاه نوستالژیک طنزآمیز به تاریخ سینمای ایران دارد. یک سینما پارادیزوی ایرانی با یک لحن خیلی خاص که واقعیت فانتزی را در‌ هم آمیخته برای دوستداران کل تاریخ سینمای ایران فیلم دلپذیری است.

- آرامه اعتمادی: سینما شهر قصه می تواند همان نقطه‌ای باشد که اهالی دلخور سینما را دورهم جمع کند، یک یادآوری برای بزرگ بودن این هنر و ماندگار بودنش. دلیلی برای یادآوری اینکه چه خون دل‌هایی خورده شده تا ثانیه‌هایی درخشان روی پرده بزرگ بروند و چیزی از خود را بر ذهن و دل تماشاگران بگذراند.

## جوایز

### سی و هشتمین دوره جشنواره فیلم فجر
| بخش                        | نامزد          | نتیجه    |
| -------------------------- | -------------- | -------- |
| بهترین بازیگر نقش مکمل مرد | بابک کریمی     | نامزدشده |
| بهترین تدوین               | سیاوش پورخلیلی | نامزدشده |
| بهترین طراحی لباس          | شیده محمودزاده | نامزدشده |
| بهترین طراحی صحنه          | آیدین ظریف     | نامزدشده |

## عوامل
مدیر فیلمبرداری: مرتضی پورصمدی. طراح لباس: شیده محمودزاده. طراح صحنه: آیدین ظریف. طراح چهره‌پردازی: شهرام خلج. صدابردار: منصور شهبازی. برنامه‌ریز و دستیار اول کارگردان: ماریا امیری. مدیرتولید: دانیال کاشانچی. مدیر تدارکات: حسین میرزامحمدی. موسیقی: بامداد افشار. خواننده: رضا یزدانی. صداگذار: میثم ریاحی. مدیر دوبلاژ: رضا آفتابی. دوبلور: چنگیز جلیلوند. تدوینگر: سیاوش پورخلیلی. منشی صحنه: فاطمه رزاقی، جلوه‌های ویژه میدانی: حمید رسولیان. جلوه‌های ویژه کامپیوتری: امیر سحرخیز، بیتا اخلاقی. عکاس: جلال حمیدی. مدیر هنری: احمد غلامی. طراح عنوان‌بندی: سیاوش پورخلیلی. مدیر روابط عمومی: محمد حیدری. مجری طرح: امیرحسین مهر. تهیه‌کننده: کیوان علی‌محمدی، محمدرضا مصباح